# Pleasant Groves
Pour les articles homonymes, voir Pleasant Grove.
Pleasant Groves est une municipalité américaine située dans le comté de Jackson en Alabama.
Selon le recensement de 2010, sa population est de 420 habitants. La municipalité s'étend sur 3,65 milles carrés (9,45 km2).
Pleasant Groves devient une municipalité en 1993.

## Démographie
| 2000 | 2010 | - | - |
| ---- | ---- | - | - |
| 447  | 420  | - | - |